# Служниця (фільм, 2025)
«Служниця» (англ. The Housemaid) — американський кінофільм у жанрі психологічного трилера, зрежисований Полом Фігом у 2025 році. Екранізація однойменного роману Фріди Мак-Фадден. Головні ролі виконали Сідні Свіні, Аманда Сайфред, Брендон Скленар і Мікеле Морроне. Прем'єра «Служниці» відбудеться 25 грудня 2025 року.

## Сюжет
Міллі, молода служниця з фінансовими проблемами, влаштовується на роботу до заможної родини — Ніни, Ендрю та їхньої доньки Сесілії. Міллі зближується з садівником подружжя, Енцо, проте з плином часу стають відомими таємниці минулого кожного з персонажів…

## У ролях
- Сідні Свіні — Міллі
- Аманда Сайфред — Ніна
- Брендон Скленар — Ендрю
- Мікеле Морроне — Енцо
- Меган Фергюсон — Джіліанн
- Еллен Тамакі — Патріс
- Індіана Ель — Сесілія

## Створення
Про початок роботи над фільмом було оголошено у жовтні 2024 року. Авторка оригінального роману Фріда Мак-Фадден назвала кастинг фільму «ідеальним», з чим погодилась продюсерка Ерін Вестерман, додавши, що Сідні Свіні та Аманда Сайфред «загадкові, тонкі та дивовижно вмілі акторки у втіленні персонажок, які не розкриють усі секрети одразу ж». Про своє залучення до фільму Сідні Свіні казала:
|  | Я велика книголюбка. «Служниця» була всюди — на Amazon, по всьому TikTok. Всі три книги [з серії] я прочитала за тиждень. Я обожнюю, коли в книзі стільки непередбачуваних сюжетних поворотів, а персонажі зі своїми вадами, проте ти все одно в них закохуєшся — починаєш сумніватись у власних вчинках. |

Аманда Сайфред заявила: «Я ніколи не забуду ті відчуття, які викликала в мене роль Ніни. Як акторка, я досягла тих площин, до яких ніколи не думала наблизитись».
Знімальний процес пройшов із січня по лютий 2025 року у різних місцях штату Нью-Джерсі, зокрема Кліфтоні, Ріджвуді та окрузі Морріс. Режисер Пол Фіг заявив: «Не хочу казати, що фільм вас злякає. Він вас здивує. Давайте зупинимось на цьому».